# 反貪風暴之加密危機
《反貪風暴之加密危機》（英語：Crypto Storm）是一部2024年香港動作犯罪片，由吳家偉執導，黄子桓和黃浩華編劇，吳卓羲、馬志威、蘇皓兒和張建聲領銜主演，栢天男、陳欣妍、朱晨麗、劉浩龍、黃祥興和鄒文正主演。本片為《反貪風暴》系列的衍生電影，但無直接關聯。在片中，廉政公署（ICAC）總調查主任駱一峰（吳卓羲飾演）成立特別小組，調查一家銀行的加密貨幣貪汙案，但卻遭神秘人介入，銀行主席甚至遭到綁架。
《反貪風暴之加密危機》2024年1月16日在中國大陸採網路發行，2024年1月25日在香港院線上映。

## 演員
- 吳卓羲飾演駱一峰：廉政公署（ICAC）總調查主任。
- 馬志威飾演宋子軒：創業銀行副主席。
- 蘇皓兒飾演徐心：加密貨幣交易平台工程師。
- 張建聲飾演宋子文：宋子軒的同父異母哥哥。
- 吳家麗飾演宋老太：創業銀行的董事之一，宋子軒之繼母與宋子文之母。
- 栢天男飾演柏睿：宋子文的下屬，實為廉政公署卧底
- 陳欣妍飾演Hailey：駱一峰的同事兼前女友。
- 朱晨麗飾演美希：創業銀行公關主任。
- 劉浩龍
- 黃祥興飾演光哥
- 鄒文正

## 製作
劇組為拍攝大型飛車戲，而在香港市中心的中環街市封街取景，此經驗令吳卓羲難忘。

## 發行
《反貪風暴之加密危機》2024年1月16日先在中國大陸採網路發行，平台如爱奇艺、腾讯视频。電影2024年1月25日在香港院線上映，臺灣由華映娛樂定檔2024年2月23日上映。

## 反響
中國作家協會會員何佳霖在《文匯報》撰文中，讚賞了演員們的表現，特別是吳卓羲和吳家麗。講。鏟。片網站稱，《反貪風暴之加密危機》的成本和格局不如其他的廉政題材電影，但整體節奏尚可、演員表現不俗。

## 外部連結
- 香港影庫上《反貪風暴之加密危機》的資料（繁體中文）
- 開眼電影網上《反貪風暴之加密危機》的資料（繁體中文）
- 互联网电影数据库（IMDb）上《反貪風暴之加密危機》的资料（英文）
- 豆瓣电影上《反貪風暴之加密危機》的資料 （简体中文）